# Fromezey
Fromezey település Franciaországban, Meuse megyében. Lakosainak száma 65 fő (2022. január 1.). Fromezey Abaucourt-Hautecourt, Dieppe-sous-Douaumont, Étain, Foameix-Ornel, Herméville-en-Woëvre és Morgemoulin községekkel határos.

## Népesség
A település népességének változása:
| Lakosok száma | 75   | 66   | 55   | 62   | 53   | 52   | 53   | 59   | 61   | 65   |
|               | 1968 | 1982 | 1990 | 2006 | 2013 | 2015 | 2017 | 2019 | 2020 | 2022 |